# De Dierenbescherming

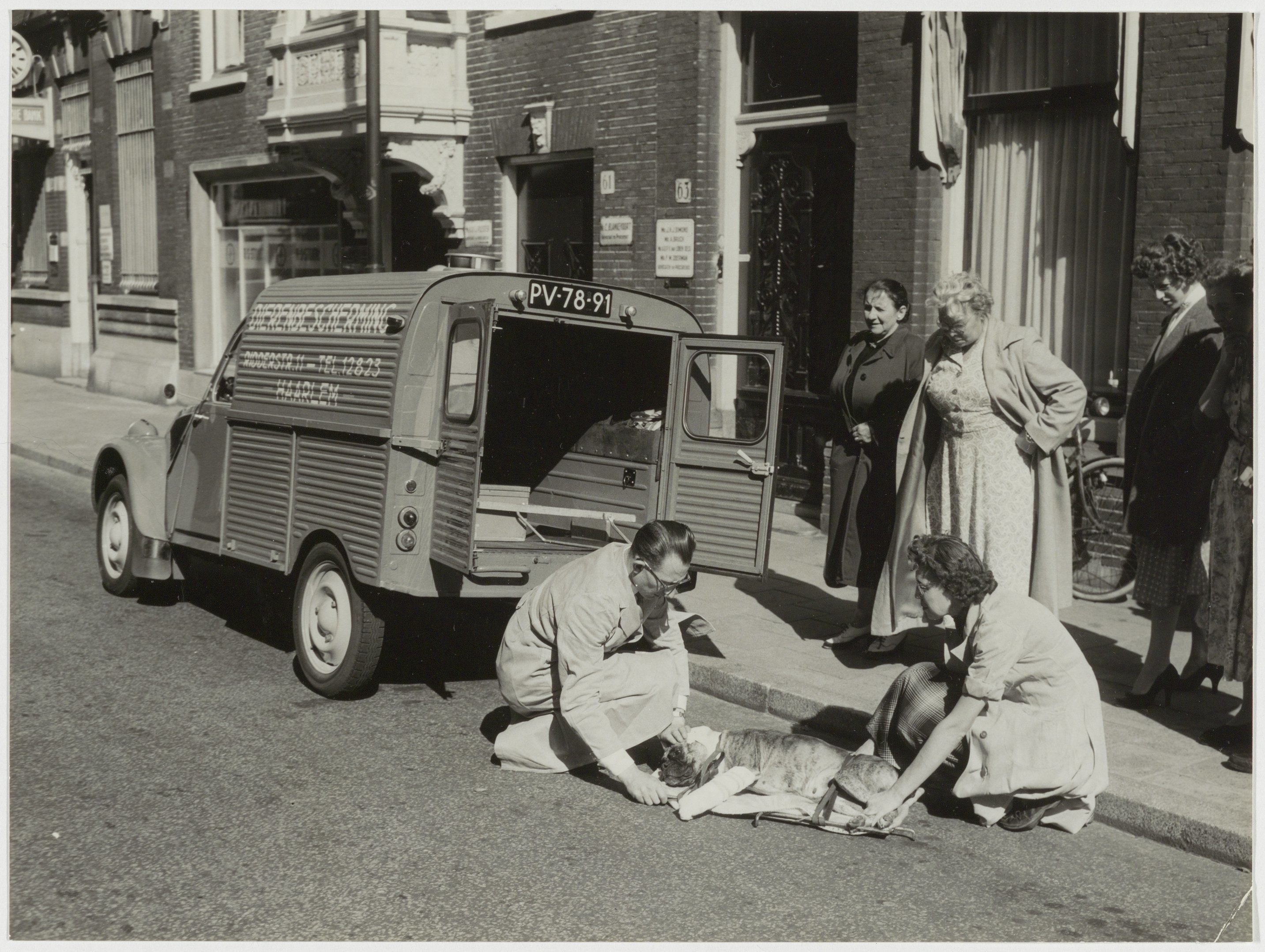
Ambulance van de dierenbescherming in 1969

De Dierenbescherming (voluit Nederlandse Vereniging tot Bescherming van Dieren) is een organisatie die zich inzet voor de dierenbescherming. Met anno 2018 een achterban van ongeveer 160.000 leden, donateurs en vrijwilligers is het de grootste Nederlandse organisatie die zich primair richt op dierenwelzijn.

## Geschiedenis

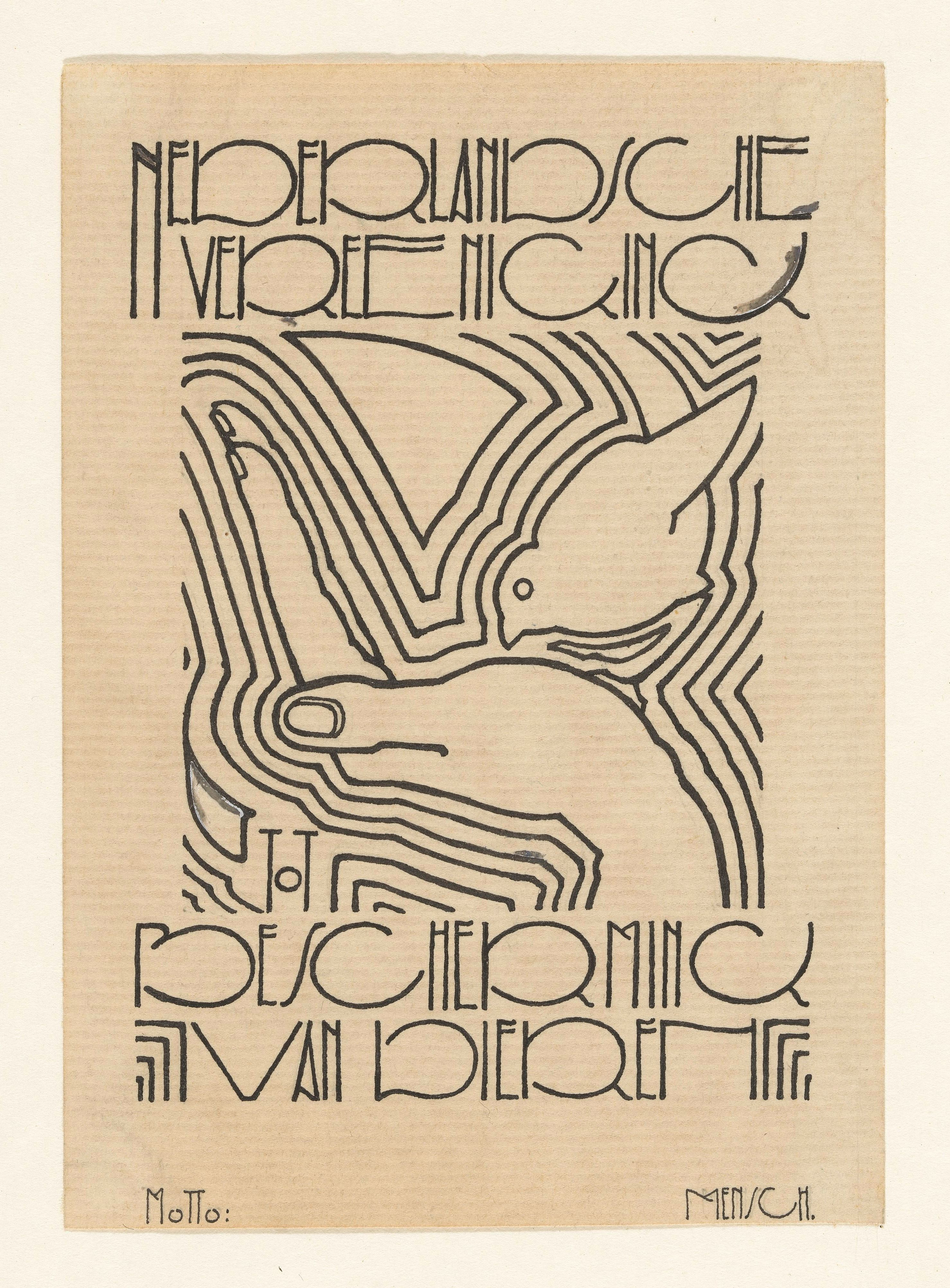
Ontwerp vignet door Reijer Stolk

Op 25 augustus 1864 werd de 's Gravenhaagsche Vereeniging tot Bescherming van Dieren opgericht. Deze zette zich onder meer in voor het verbod op trekhonden, het couperen van oren en staart van honden en paarden, en voor verbetering van de slachtvoorschriften. Om dit te bewerkstelligen hielden de dierenbeschermers lezingen, schreven ze brochures en streefden ze naar betere wetgeving. In 1875 behaalde de vereniging een eerste succes met een wet ter preventie van hondsdolheid, waarin ook de mishandeling van honden en katten strafbaar werd gesteld.
Vanaf 1877 gingen verscheidene lokale verenigingen op landelijk niveau samenwerken. Zo ontstond de Nederlandse Vereniging tot Bescherming van Dieren. Onder invloed van de vereniging kwam er steeds meer wetgeving voor dieren tot stand. In 1880 werden enkele zoogdieren en vogels die nuttig werden geacht voor de land- en bosbouw bij wet beschermd. In 1886 werd een nieuw artikel toegevoegd aan het Wetboek van Strafrecht, waarmee dierenmishandeling een misdrijf werd. Later volgde de Wet op de dierenbescherming, waarin onder andere trekhonden officieel verboden werden.
Om ervoor te zorgen dat deze wetgeving werd gehandhaafd, begon de Dierenbescherming in 1920 haar eigen inspectiedienst, waarbij de Dierenbescherming gebruik maakte van veldwachters. In 1975 werd deze dienst vervangen door de Stichting Landelijke Inspectiedienst Dierenbescherming (LID). In 2023 werd de naam veranderd in Landelijke Inspectiedienst Dierenwelzijn (LID).
In de jaren 1980 voerde de vereniging succesvol campagne voor de verkoop van scharreleieren. Ook had zij grote invloed op de Gezondheids- en welzijnswet voor dieren, wat onder andere resulteerde in een paragraaf over genetisch gemodificeerde dieren.

## Activiteiten
De Dierenbescherming komt op voor de belangen van alle dieren, waaronder huisdieren, landbouwdieren, dieren in het wild en proefdieren. Zij gaan daarbij uit van twee grondbeginselen. De eerste stelt dat dieren een eigen intrinsieke waarde hebben. Het dier moet worden behandeld als een zelfstandig wezen met gevoelens en bewustzijn, en dient daarom met respect te worden behandeld. De tweede stelt dat de mens de plicht heeft om dieren goed te behandelen en te beschermen.
Centraal staat van oudsher het welzijn van gezelschaps- en gebruiksdieren. Landbouwdieren krijgen veelvuldig aandacht, vanwege de misstanden in de bio-industrie. In 2007 lanceerde de Dierenbescherming het Beter Leven keurmerk voor vlees, kip en eieren. Het kenmerk helpt consumenten bij het maken van een diervriendelijke keuze, door middel van een drie-sterrensysteem. Per 2014 hebben zo'n 30 miljoen kippen, koeien en varkens een diervriendelijker leven gehad dankzij het kenmerk.
Wilde dieren vormen ook een belangrijk thema voor de Dierenbescherming. Uitgangspunt is dat de mens zo min mogelijk ingrijpt in de natuur. De organisatie strijdt tegen de plezierjacht en reikt zoveel mogelijk diervriendelijke alternatieven aan in het kader van bestrijding van schade aan gewassen en populatiebeheer.
Ten slotte krijgen proefdieren de nodige belangstelling. Geprobeerd wordt het aantal proefdieren terug te brengen en nauwkeuriger en in grotere openbaarheid te toetsen wanneer dergelijke proeven zinvol zijn.
De vereniging heeft een achterban van zo'n 180.000 mensen en dagelijks zijn er duizenden vrijwilligers actief. De Dierenbescherming heeft tevens een eigen jeugdclub, Kids for Animals. Naast voorlichting (onder andere cursussen voor hondeneigenaren en dieren-EHBO) en praktische activiteiten (waaronder de inspectiedienst, asiels en dierenambulances) behoren ook lobby-activiteiten en acties tot het werk van de Dierenbescherming. Mede dankzij de Dierenbescherming is de wetgeving voor onder andere landbouwhuisdieren en proefdieren sterk verbeterd.
De Dierenbescherming werkt nauw samen met verwante Nederlandse organisaties zoals Bont voor Dieren en Vereniging Proefdiervrij. De vereniging subsidieert uit haar middelen ook vele kleinere, vaak meer lokale dierenbeschermingsactiviteiten, zoals opvangcentra.

## Directie
De algemeen directeur had in 2016 over een periode van 8 maanden het jaarinkomen van totaal € 80.000,00

De overige directeur had in 2016 over een periode van 10 maanden een jaarinkomen van totaal € 92.000,00